# 中漆集團

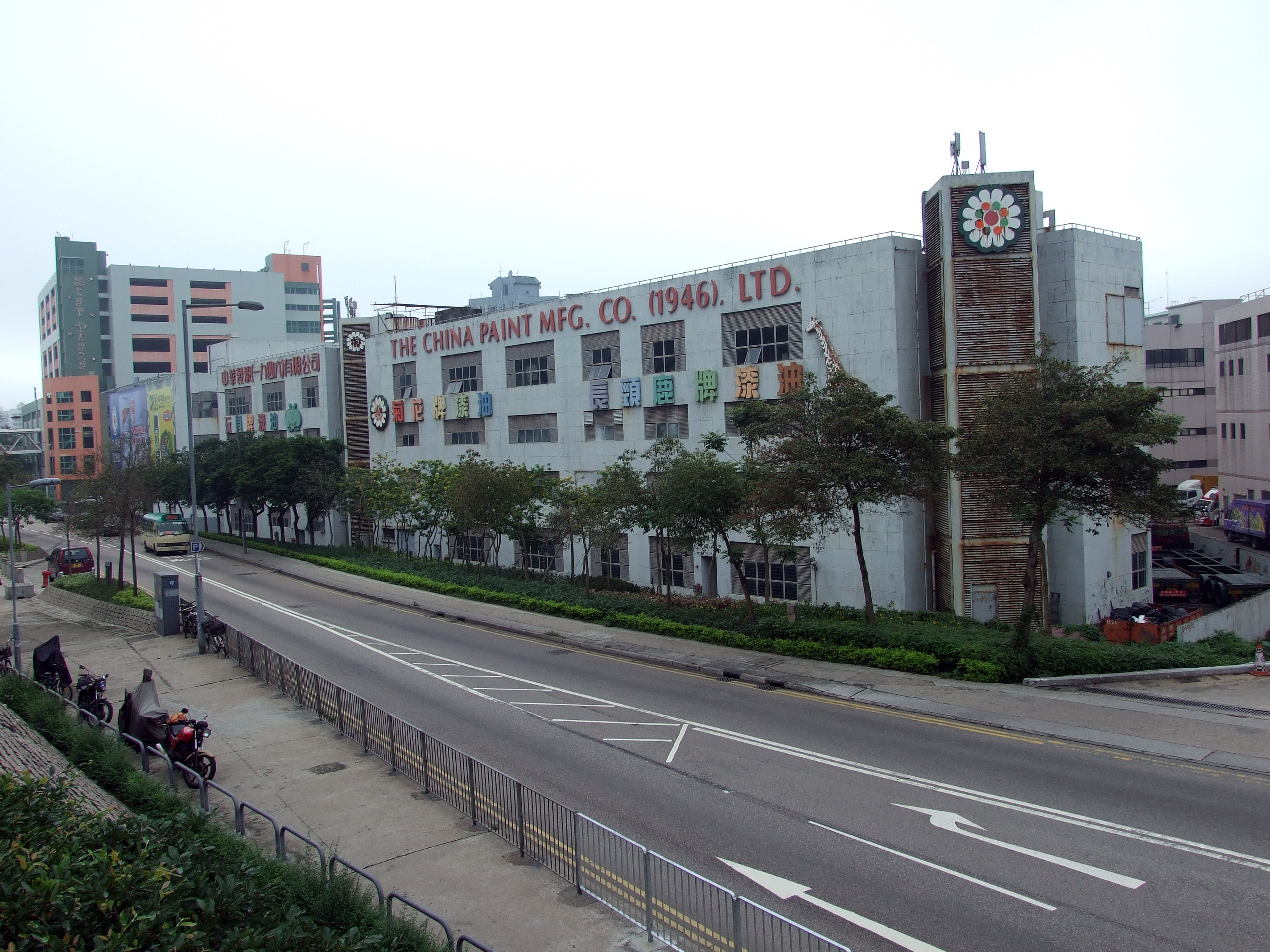
中華製漆位於西貢的廠房於2010年仍用舊名

中華製漆（一九三二）有限公司（英語：The China Paint Manufacturing Company (1932) Limited），前稱「中華製漆（一九四六）有限公司」（The China Paint Manufacturing Company (1946) Limited），是香港製造的一個漆油品牌老字號。中華製漆廠早在1932年創立，在1946年公司重組成立有限公司。創辦人為林堃和林安。現時主席為林安的兒子林定波，大股東則是北海集團。

## 歷史

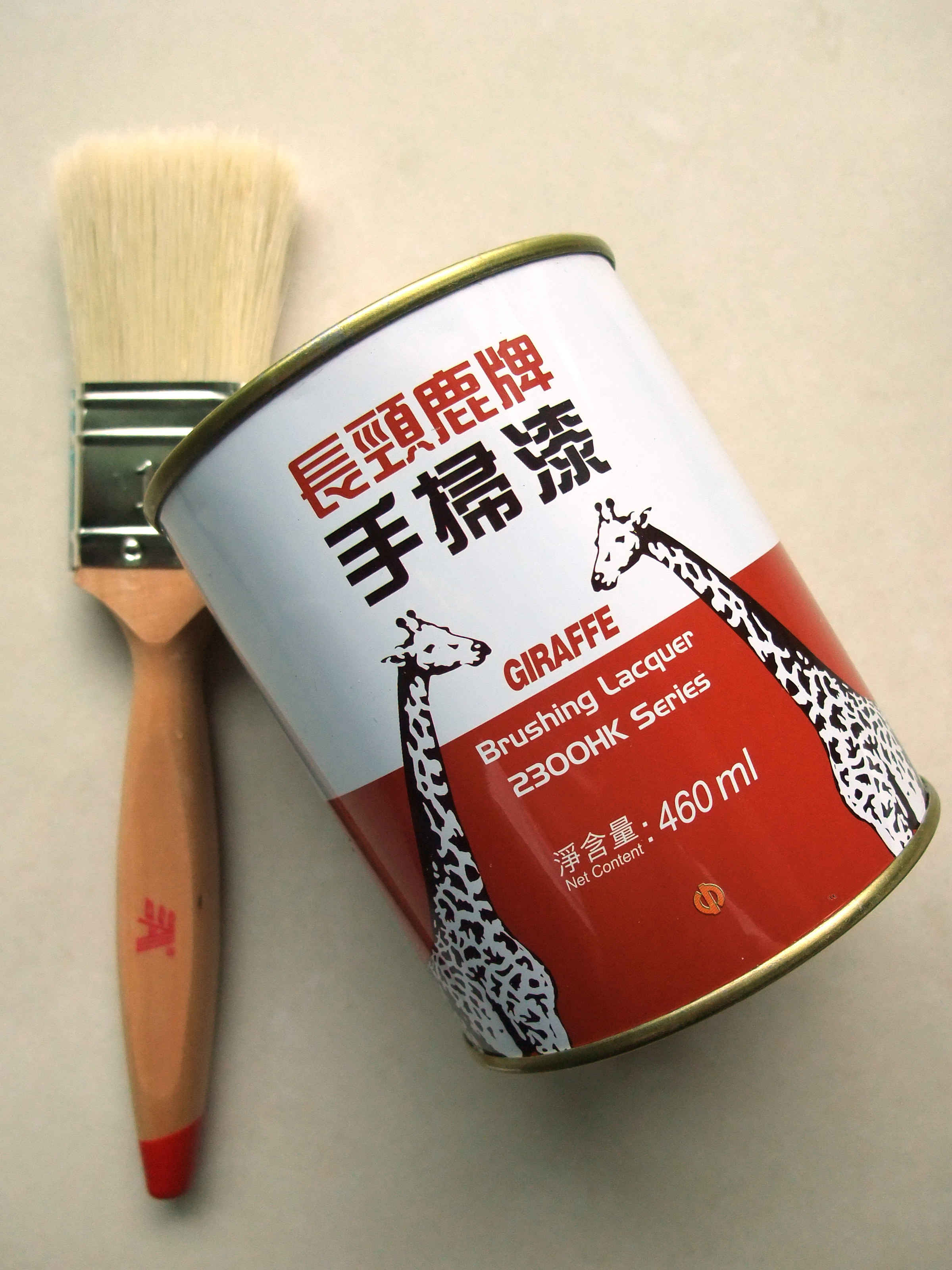
長頸鹿牌手掃漆

在美國紐約布魯克林普拉特學院（Institute of Brooklyn）畢業的林堃於1932年在九龍旺角青山道成立「中華製漆有限公司」，以「菊花牌」為品牌，主要出產各類磁漆、調合漆、厚漆、透明光漆等塗料。1934年遷址到九龍旺角鴉蘭街。1938年創立「長頸鹿牌」油漆，主要出產汽車噴漆、工業噴漆、電鍍噴漆、手掃漆、天拿水等塗料及稀釋劑。第二次世界大戰期間，中華製漆暫時關閉香港廠房，於江西設立臨時廠房。戰後重開香港廠房，並改組註冊為「中華製漆（1946）有限公司」。1950年代末，由旺角廠房遷址往九龍觀塘道新廠房。1960年將建築油漆如乳膠漆等引入香港，創作了「菊花歌」，除在電台宣傳外，並開始加入電視廣告宣傳，由鍾玲玲主演及主唱。1983年創立「玩具牌」，主要出產聚脂焗漆、兩烯酸塗料及PVC塑膠漆等工業用油漆。1988年在新界西貢興建第一期廠房。1991年在深圳寶安區沙井建廠。
1985年新安江資源有限公司收購中華製漆並取得控制權，由徐展堂及林安出任新管理層。1991年成為中華製漆控股有限公司的主要附屬公司，集團於同年5月在香港交易所上市。中華製漆控股有限公司其後改名為北海集團，辦事處位於灣仔北海中心。
2017年6月初，母公司北海集團分拆成立「中漆集團有限公司」（英語：CPM Group Limited，港交所：1932），則在2017年6月30日於港交所主板上市。全球發售為2.5億股，招股定價為0.86港元，集資額為2.15億港元。
其後在2017年6月22日，被莊士中國投資有限公司旗下Chinaculture.com Limited發出呈請書資料，因此改為2017年7月10日上市。

## 生產基地
中華製漆的4間工廠則分別設於香港西貢和中國廣東省深圳市寶安區沙井、湖北省鄂州市葛店镇及江苏省徐州市，而上海市青浦区和韶关市新丰县的新廠房預計於2013年投產。
中華製漆在香港及中國內地均設有銷售點。

## 品牌

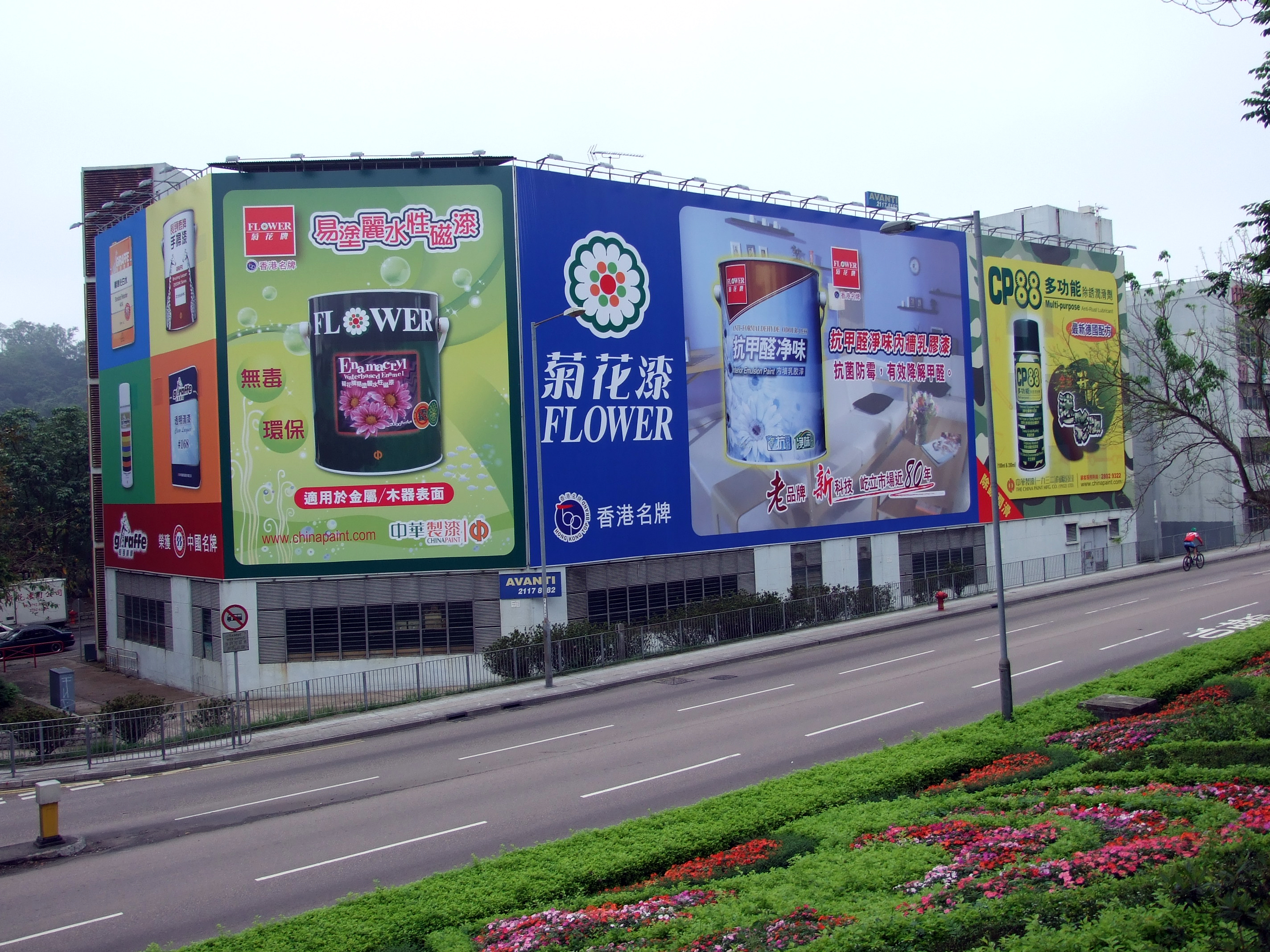
中華製漆各個品牌

- 菊花牌
- 長頸鹿牌
- 玩具牌
- CP88
- 海諾威
- 藍箭

## 獎項
2001年獲得「香港名牌」，並獲頒授第36屆工展會「香港十大名牌」證書。2003年獲得「廣東名牌」産品稱號。2005年獲得「中國名牌」及「深圳知名品牌」産品稱號。2006年獲世界品牌實驗室頒發「中國最具影響力品牌」稱號。2006年獲得《讀者文摘》頒發「香港信譽品牌」金獎。2007年獲得2006年度中國塗料行業「十大建築塗料」之首。2008年獲得《東周刊》頒發「大中華優秀品牌」。2009年獲得《文匯報》頒發「影響中國 — 知名原創品牌獎」。2009年獲得《東周刊》頒發「經典品牌2009」殿堂級品牌。2010年獲得《盛世雜誌》頒發第四屆「盛世大中華企業品牌年獎」。

## 連結
- chinapaint.com（页面存档备份，存于）
- cpmgroup.com.hk（页面存档备份，存于）